# Vila Viçosa
Vila Viçosa és un municipi portuguès, situat al districte d'Évora, a la regió d'Alentejo i a la subregió de l'Alentejo Central. L'any 2004 tenia 8.745 habitants. Limita al nord i est amb Elvas, al sud amb Alandroal, a l'oest amb Redondo i al nord-oest amb Borba.

## Freguesies
- Bencatel
- Ciladas
- Conceição (Vila Viçosa)
- Pardais
- São Bartolomeu (Vila Viçosa)

## Població
| Població del concelho de Vila Viçosa (1801 – 2004) | Població del concelho de Vila Viçosa (1801 – 2004) | Població del concelho de Vila Viçosa (1801 – 2004) | Població del concelho de Vila Viçosa (1801 – 2004) | Població del concelho de Vila Viçosa (1801 – 2004) | Població del concelho de Vila Viçosa (1801 – 2004) | Població del concelho de Vila Viçosa (1801 – 2004) | Població del concelho de Vila Viçosa (1801 – 2004) | Població del concelho de Vila Viçosa (1801 – 2004) |
| -------------------------------------------------- | -------------------------------------------------- | -------------------------------------------------- | -------------------------------------------------- | -------------------------------------------------- | -------------------------------------------------- | -------------------------------------------------- | -------------------------------------------------- | -------------------------------------------------- |
| 1801                                               | 1849                                               | 1900                                               | 1930                                               | 1960                                               | 1981                                               | 1991                                               | 2001                                               | 2004                                               |
| 5697                                               | 5821                                               | 7163                                               | 8444                                               | 9974                                               | 8546                                               | 9068                                               | 8871                                               | 8745                                               |

## Calipolenses il·lustres
- Joan IV de Portugal
- Florbela Espanca
- Pare Joaquim Espanca
- Túlio Espanca
- Henrique Pousão
- Bento de Jesus Caraça
- Públia Hortênsia de Castro
- Dr. Couto Jardim
- Dr. Jeremias Toscano
- Martim Afonso de Sousa
- Constantí de Bragança
- António de Oliveira Cardonega
- Caterina de Bragança
- Salvador de Brito Pereira